# Tom Williams (baron Williams)
Pour les articles homonymes, voir Tom Williams et Williams.
Thomas (Tom) Williams, baron Williams de Barnburgh, né à Blackwell dans le Derbyshire le 18 mars 1888 et mort le 29 mars 1967, est un mineur, syndicaliste et homme politique britannique, ministre de l'Agriculture de 1945 à 1951.

## Biographie
Il est le dixième des quatorze enfants d'un mineur d'un village minier du Derbyshire, dans le centre de l'Angleterre. Encore enfant, Tom Williams descend à son tour travailler dans les mines de charbon, dans le village de Kilnhurst dans le Yorkshire du Sud, dès la fin de son enseignement primaire. Il se syndique et devient membre du Parti travailliste indépendant, le parti des syndicats. Durant la Première Guerre mondiale il rejoint le Parti socialiste britannique (en) (marxiste), puis le Parti travailliste. En 1918 il est élu membre du conseil de district du village de Bolton-upon-Dearne, dans le Yorkshire du Sud. Aux élections législatives de 1922, il est élu député de la circonscription de Don Valley à la Chambre des communes. Il y sera continuellement réélu jusqu'à sa retraite politique en 1959,.
Les élections anticipées de 1924 produisent un parlement sans majorité où le Parti travailliste parvient, pour la première fois, à former un bref gouvernement minoritaire. Tom Williams y est nommé secrétaire parlementaire privé auprès de Noel Buxton, le ministre de l'Agriculture et de la Pêche. Ce gouvernement ne dure que quelques mois mais lors du second gouvernement minoritaire travailliste du Premier ministre Ramsay MacDonald, de 1929 à 1931, Tom Williams est secrétaire parlementaire privé auprès de Margaret Bondfield, la ministre du Travail. Durant la Seconde Guerre mondiale, les travaillistes participent au gouvernement d'union nationale de Winston Churchill de 1940 à 1945, et Tom Williams est secrétaire parlementaire auprès du ministre conservateur de l'Agriculture Robert Hudson,.
À l'issue de la guerre, les travaillistes remportent largement les élections de 1945. Le nouveau Premier ministre Clement Attlee nomme logiquement Tom Williams au poste de ministre de l'Agriculture et de la Pêche, qu'il conservera durant les six années de ce gouvernement. Le gouvernement travailliste, qui dispose d'une majorité parlementaire pour la première fois de son histoire, met en place une économie mixte d'inspiration partiellement socialiste, et vise à garantir aux classes ouvrières et aux classes moyennes un meilleur niveau de vie. L'économie du Royaume-Uni ayant été durement affectée par la guerre, le pays ne peut se permettre financièrement de dépendre de nourriture importée. Il faut donc moderniser la production agricole britannique pour nourrir la population du Royaume-Uni, mais aussi la population affamée de la Zone d'occupation britannique en Allemagne et celles de colonies britanniques orientales où apparaît un risque de pénurie alimentaire, tout en garantissant aux fermiers et aux ouvriers agricoles un revenu stable et décent. Le gouvernement décide de maintenir et de durcir la politique de rationnement des denrées alimentaires en place durant la guerre, restreignant ainsi la consommation des produits agricoles sur le marché intérieur afin de rediriger une plus grande part de ces produits vers l'exportation et de renflouer la balance commerciale. Tom Williams porte la loi sur l'agriculture qui est adoptée en 1947 (en). Celle-ci garantit des prix convenables pour les produits agricoles, et améliore ainsi les revenus des fermiers et des travailleurs agricoles. Elle leur offre également une aide financière à l'achat de tracteurs et d'autres outils technologiques pour accroître leur production. Le gouvernement continue, comme durant la guerre, à acheter le gros de la production agricole, à des prix négociés par le ministère de l'Agriculture avec le Syndicat national des fermiers (en). Cette structure de planification économique permet aux fermiers de bénéficier d'un « degré de prospérité et de stabilité qu'ils n'avaient pas connu depuis le milieu du XIXe siècle »,,,,.
Après la défaite des travaillistes aux élections de 1951, Tom Williams demeure le porte-parole du parti sur les questions agricoles. Il quitte la Chambre des communes en 1959. En 1961 il est anobli, devenant le baron Williams de Barnburgh avec un titre de pair à vie et un siège à la Chambre des lords. Il meurt en mars 1967 à l'âge de 79 ans,.